# Schloss Tratzberg

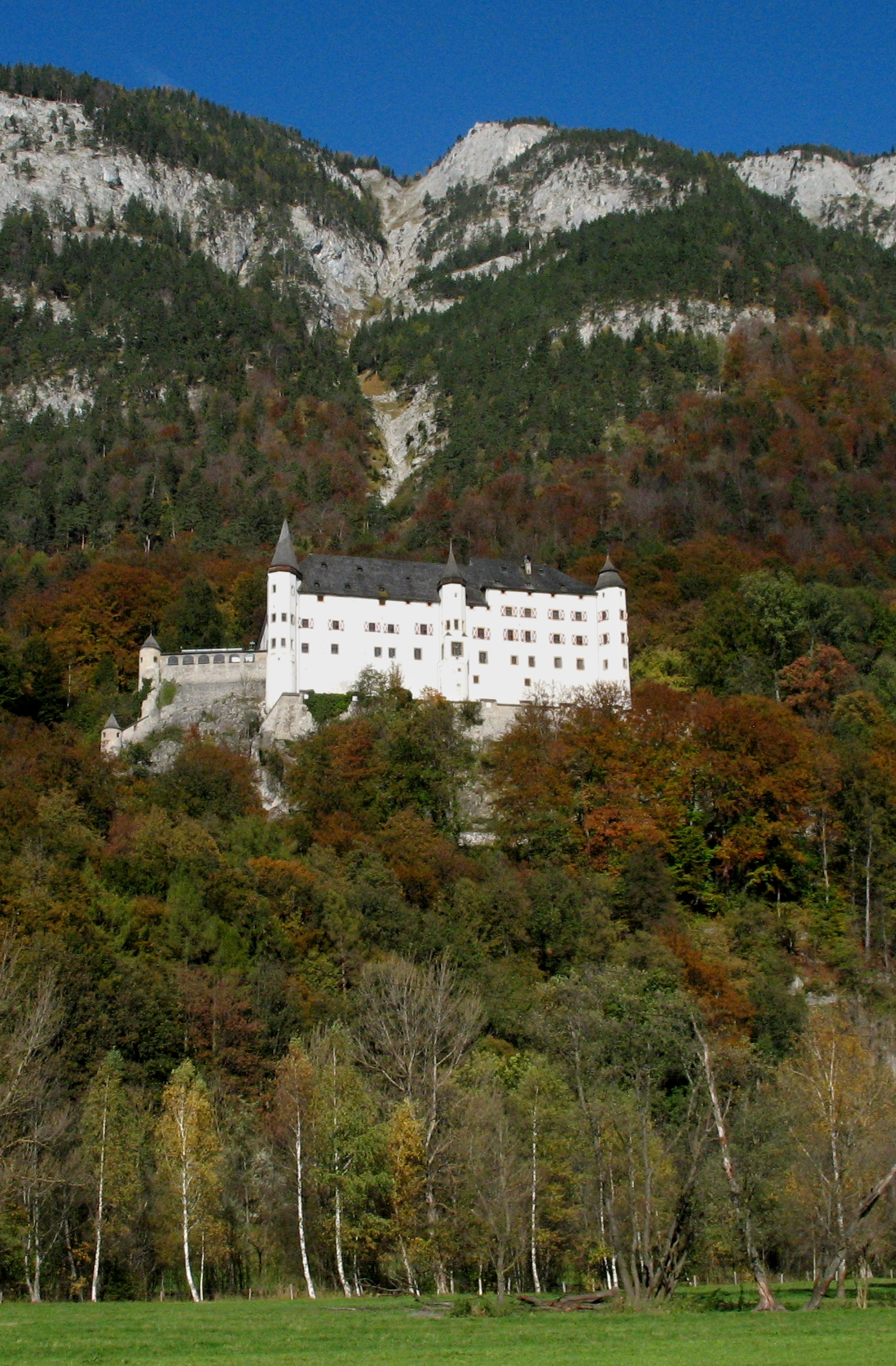
Tratzberg vom Talboden aus gesehen

Das Schloss Tratzberg ist eine spätmittelalterliche Höhenburg zwischen Stans und Jenbach in Tirol. Das Schloss befindet sich auf einem Felsrücken ungefähr 100 Meter oberhalb der Talsohle auf der nördlichen Innseite, das im Besitz von Ulrich und Katrin Goëss-Enzenberg ist. Nach der Zerstörung der ursprünglichen Burg aus dem späten 13. Jahrhundert durch einen Brand im Jahr 1490/91 wurde es in seiner jetzigen Gestalt im Wesentlichen von den Brüdern Veit-Jakob und Simon Tänzl um 1500 neu erbaut und stellt ein ausgezeichnetes Beispiel einer Renaissance-Schlossanlage im Alpenraum dar.

## Geschichte
1296 war bereits eine Burg namens Trazperch an dieser Stelle erwähnt; sie wurde 1490/91 durch einen Brand zerstört. Der spätere Kaiser Maximilian I. überließ die Ruine 1499 im Tausch gegen Burg Berneck im Kaunertal den Brüdern Veit-Jakob und Simon Tänzl mit der Auflage des Wiederaufbaus. In achtjähriger Bauzeit entstand ab 1500 eine dreistöckige Vierflügelanlage mit Innenhof und Treppenturm, Portalen und Arkaden, Säulen, Fenstersimsen und Kaminen im Hagauer Marmor. Der Nordflügel wurde nicht fertiggestellt.
1553 veräußerten die Erben der Brüder Tänzl das Schloss, das seither zahlreiche Besitzerwechsel und damit verbundene Veränderungen erfuhr.
Die Schließung der Baulücken im Norden sowie die auffällige Fassadenmalerei im Innenhof gehen auf den Augsburger Ritter Georg Ilsung und seine Familie in der zweiten Hälfte des 16. Jahrhunderts zurück. Seine Kinder benannten sich fortan mit Namenszusatz nach Schloss Tratzberg.
Durch Erbfall gelangte das Schloss 1589 an die Augsburger Handelsfamilie Fugger, die durch den Schwazer Bergbau von Kupfer und Silber im nahegelegenen Schwaz stark profitierte. Georg Ilsungs Tochter Anna hatte Graf Jakob III. Fugger geheiratet. Fuggerstube und Fuggerkammer erinnern noch an das berühmte Patriziergeschlecht.
Die Familien Stauber-Imhof, von der Halden und Josef Ignaz Reichsfreiherren von Tannenberg folgten im 17. und 18. Jahrhundert, jedoch war das Schloss ab Mitte des 18. Jahrhunderts nicht mehr bewohnt. 1809 plünderten in den Koalitionskriegen bayrische Soldaten die Rüstkammer und demolierten einen Teil des Mobiliars.
Als die Familie Enzenberg, in deren Besitz das Schloss sich noch heute befindet, es 1847 durch Erbfolge erwarb, waren umfangreiche Wiederherstellungsarbeiten notwendig, um es wieder bewohnbar zu machen. Das Ehepaar Ulrich und Katrin Goëss-Enzenberg wohnen hier seit 1991; die letzten Restaurierungsarbeiten 1991–1994 und die touristische Erschließung gehen auf diese Generation der Familie zurück.

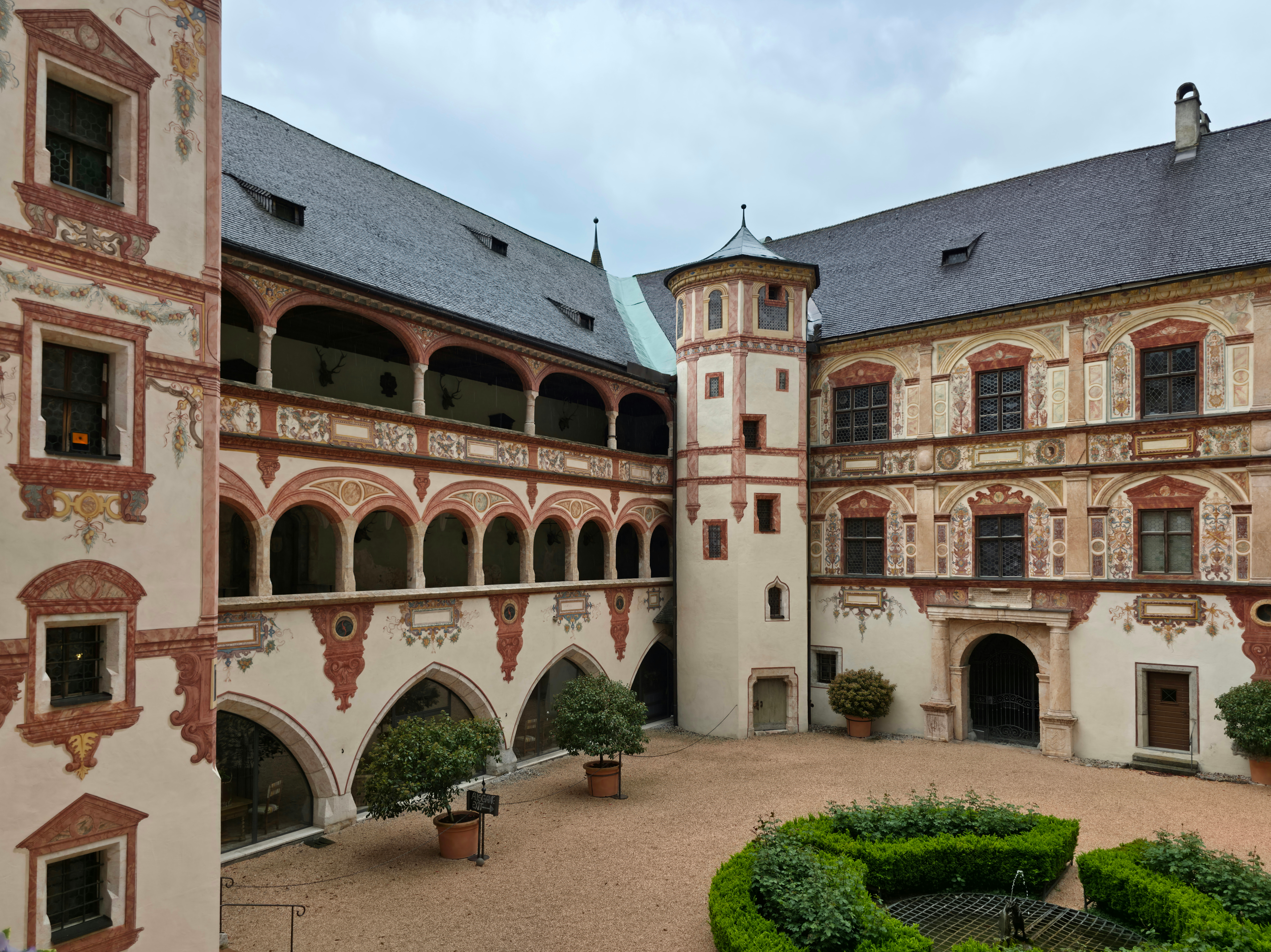
Innenhof, Süd- u Westflügel
Innenhof, West- u Nordflügel
Innenhof, NO-Eck mit Glockenturm der Kapelle

## Ausstattung
In den zur Besichtigung geöffneten Sälen sind wertvolles originäres Mobiliar aus der Zeit der Brüder Tänzl am Übergang von der Gotik zur Renaissance sowie Einrichtungsgegenstände der Fuggerzeit erhalten.

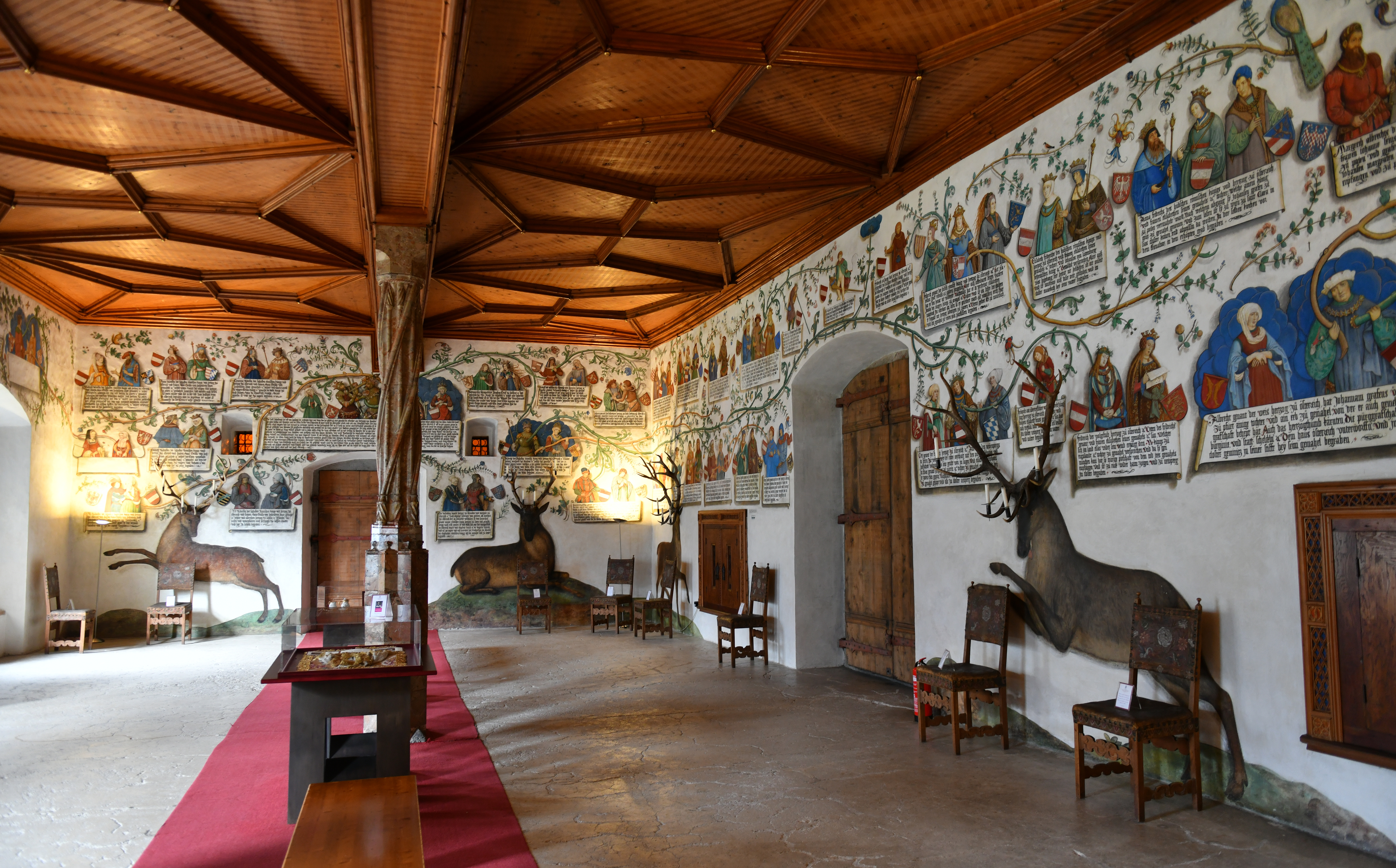
Habsburgersaal

Eine Kostbarkeit stellt der so genannte Habsburgersaal dar, an dessen vier Wände die Brüder Tänzl als Hommage an ihre Auftraggeber, einen raumumgreifenden Stammbaum des Hauses Habsburg malen ließen. Dabei sind der deutsche König und spätere Kaiser Maximilian I. mit seinen zwei Ehefrauen (Maria von Burgund und Bianca Maria Sforza), König Rudolf I., Herzog Rudolf IV. und die beiden Tiroler Landesfürsten Herzog Friedrich IV. mit der leeren Tasche und Erzherzog Sigmund der Münzreiche.
Bedeutende Stücke unter den historischen Möbeln und Ausstattungsstücken in der Fuggerstube und Fuggerkammer sind:
- ein spätgotischer Südtiroler Schrank (um 1460), ein außergewöhnliches Exemplar im Alpenraum, mit Weinlaub-Reliefschnitzerei; er stammt aus der Deutschordensburg Reifenstein,
- ein seltener gotischer Waschtisch mit Aufsatz, ein gotischer Wangentisch mit Scherenstuhl, ein gotisches Pfostenbett,
- zwei Schragentische mit Intarsien um 1520 auf gewundenen Säulenbeinen,
- eine große Truhe mit Füllungstüren; über dieser Truhe ein spätgotischer Lüster in Form einer Nixe
- ein Gemälde von Hans Schäufelein (1509): „Turnier in der Innsbrucker Hofburg“
- ein grün glasierter Kachelofen mit Reliefs und einer Kreuzigungsgruppe; ein weiterer solcher Kachelofen mit Darstellungen der 5 Sinne aus der Nürnberger Werkstatt um Georg Fest (um 1620) befindet sich im so genannten „Königinzimmer“ (benannt nach Anna von Böhmen).

Weiterhin öffentlich zugänglich sind die folgenden Räume:
- Ein „Frauenstüberl“ mit typischem Gebrauchsmobiliar der Hausfrau aus dem 17. Jahrhundert (Renaissance-Kastenbett, Kinderwiege, Hochstuhl, Damenwaschtisch, Spinnrad, Wäschepresse); auf einem doppelgeschoßigen Renaissance-Fassadenschrank stehen drei Globen aus dem 18. Jahrhundert.
- Das als Speisesaal genutzte Jagdzimmer aus Enzenberger Zeit aus dem 19. Jahrhundert mit geschnitzten Tierplastiken von Rotwild, Fuchs und Bären; im Zentrum dieses Raums sieht sich der Auftraggeber Graf Franz Enzenberg III. selbst, der im Revolutionsjahr 1848 einmal mit Erzherzog Franz Joseph gemeinsam auf die Jagd ging (Skulpturengruppe).
- Die Kapelle mit spätgotischem Netzgewölbe wurde von den Brüdern Tänzl errichtet; einige Skulpturen und Bildtafeln stammen noch aus dieser Zeit, der Hochaltar indes von 1750. Er zeigt die Enthauptung der Katharina von Alexandrien, Schutzpatronin der Burg Tratzberg.
- Die Rüstkammer mit Rüstungen und Waffen aus dem 15. und 16. Jahrhundert zeigt kaum mehr Originalbestand, da sie mehrmals geplündert wurde. Die heutigen Bestände sind weitgehend eine Sammlung von Graf Franz Enzenberg III.

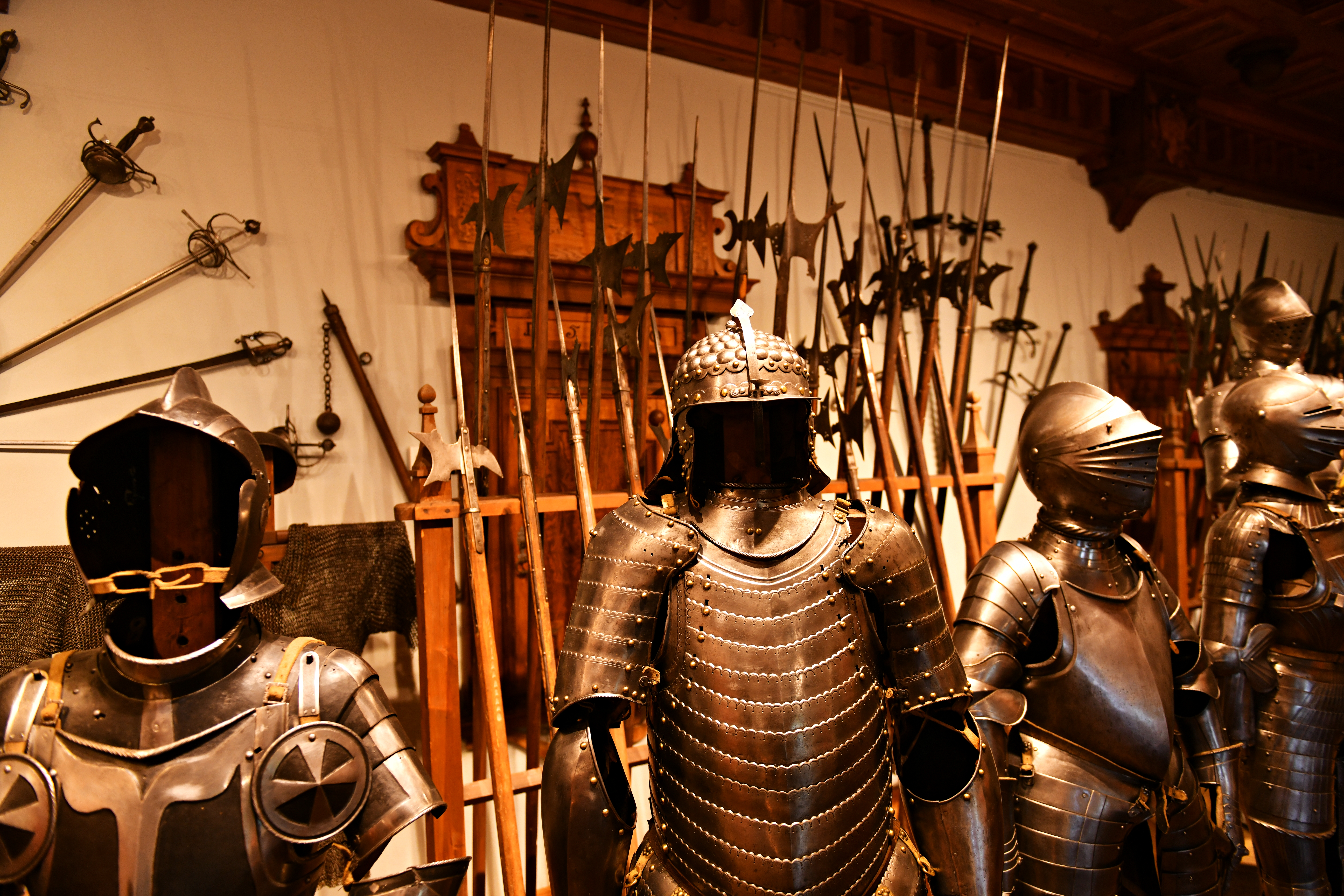
Rüstkammer
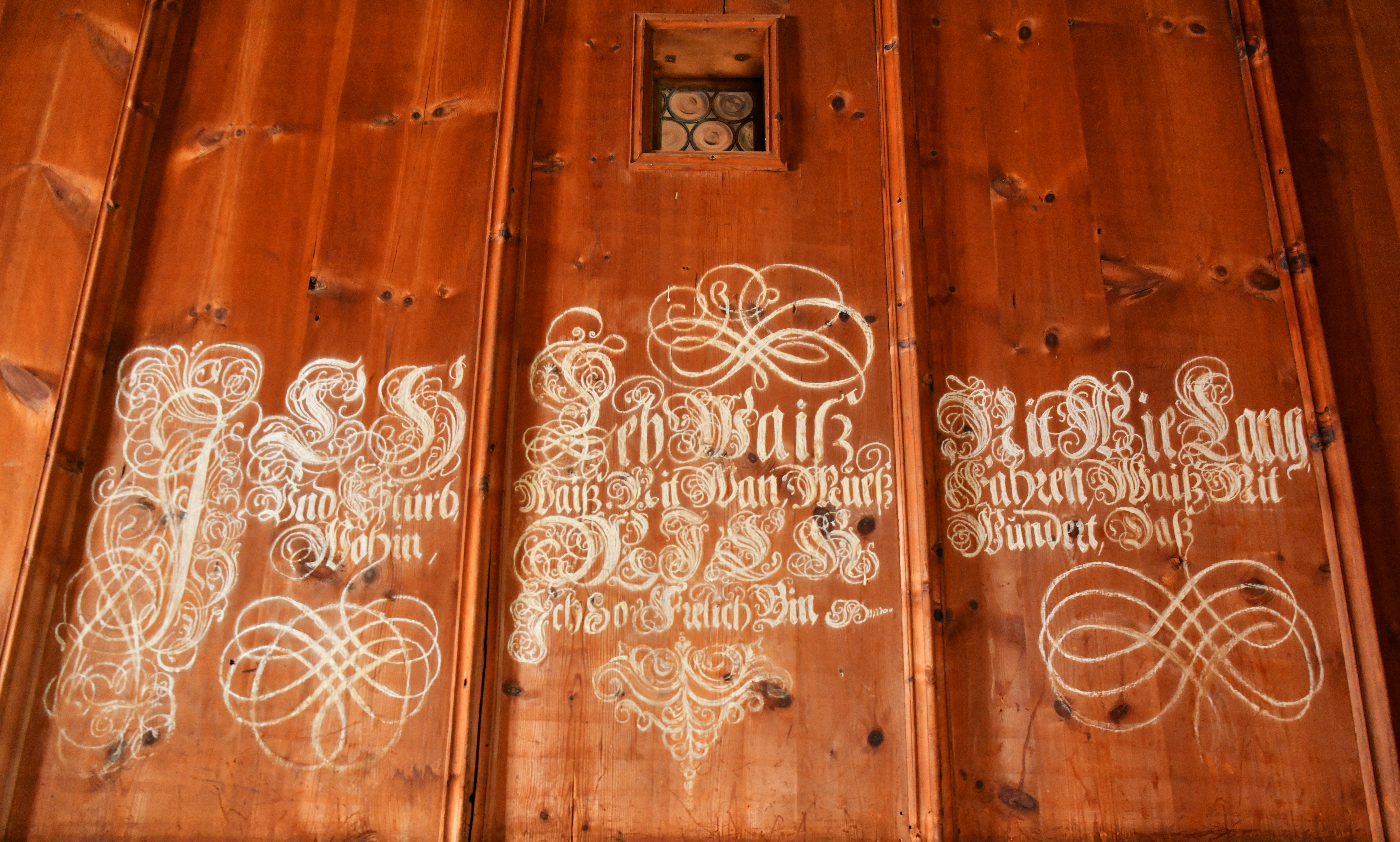
Kreideinschrift aus dem frühen 16. Jahrhundert
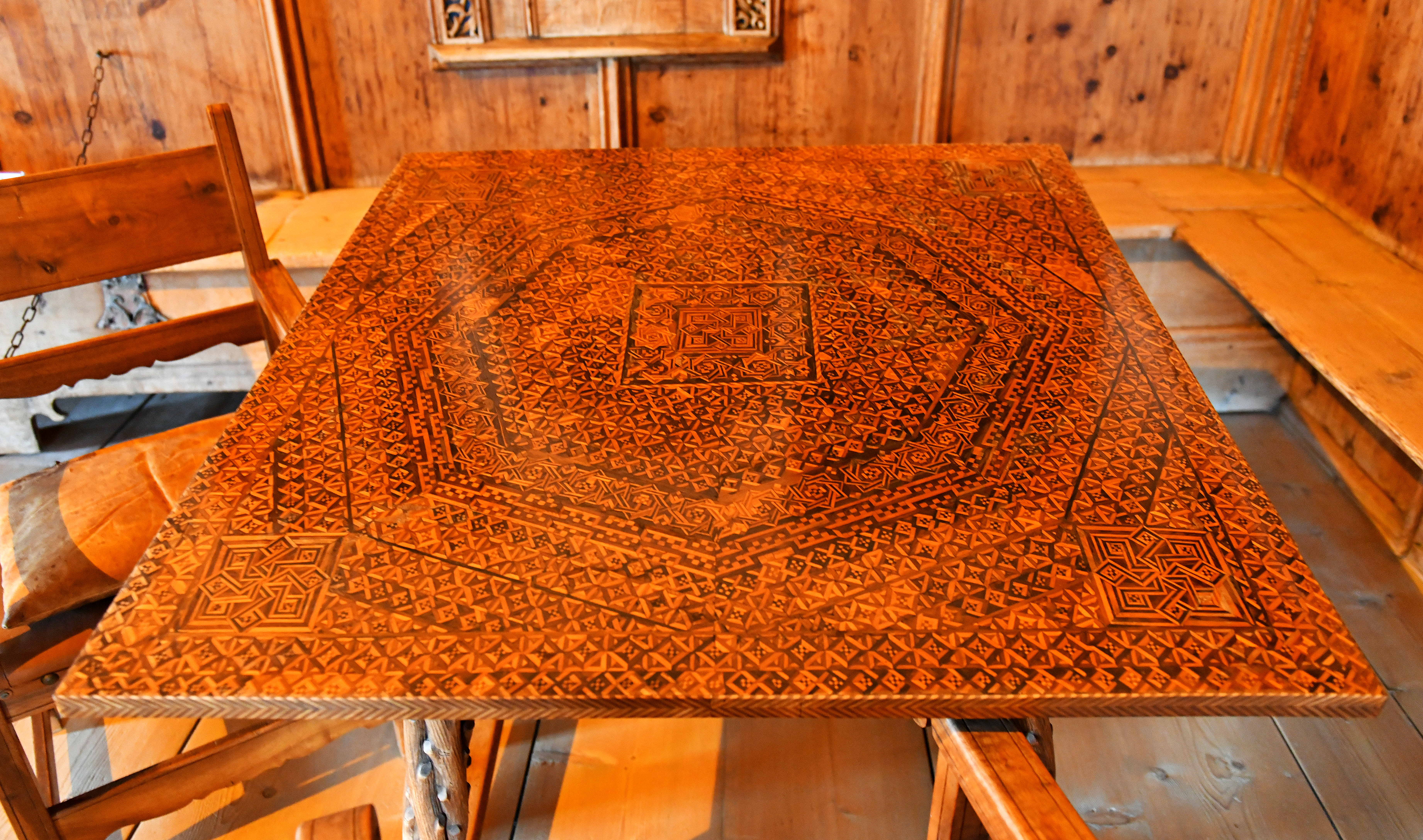
Schragentisch mit Intarsien (um 1520)
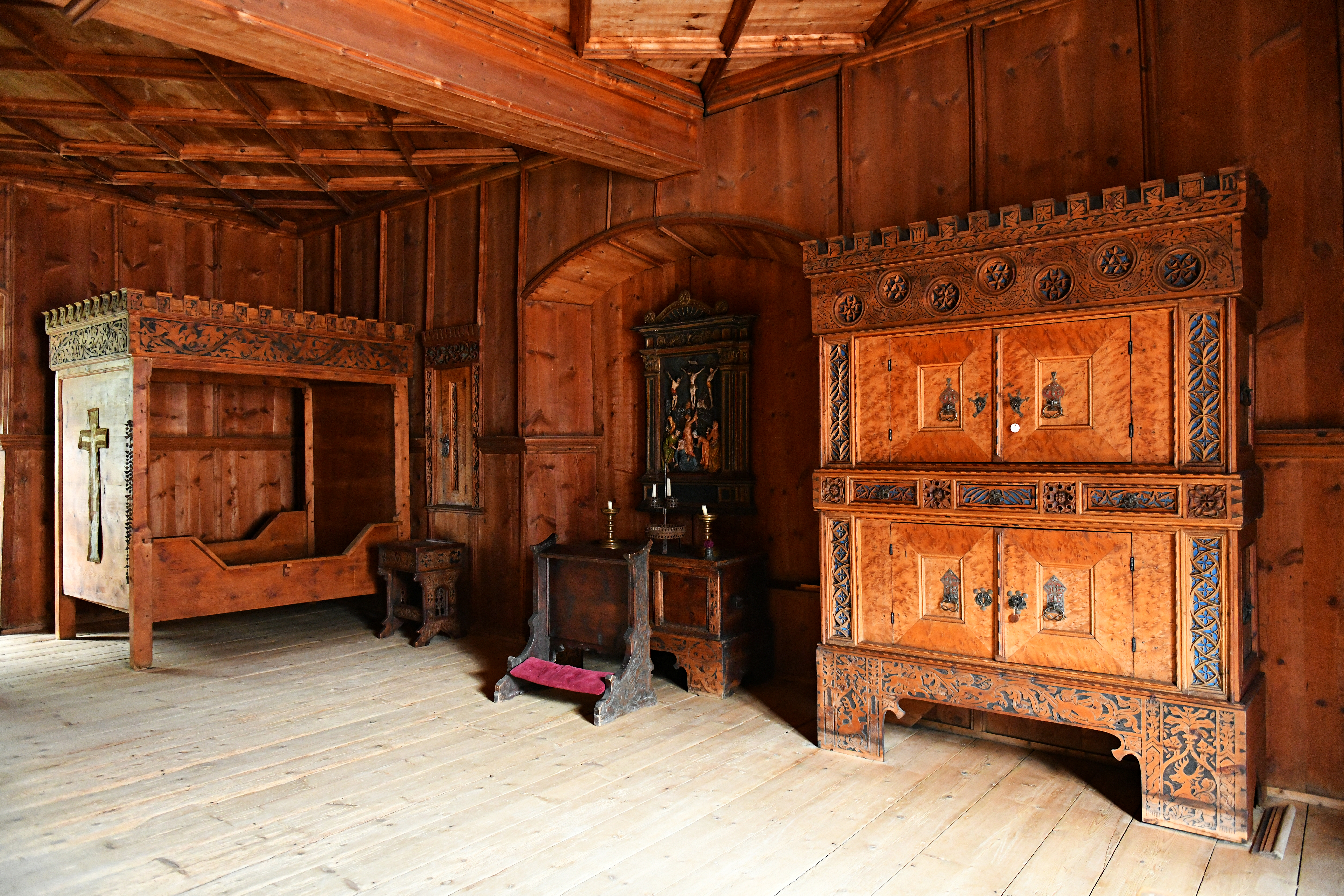
Schlafgemach von Maximilian I.
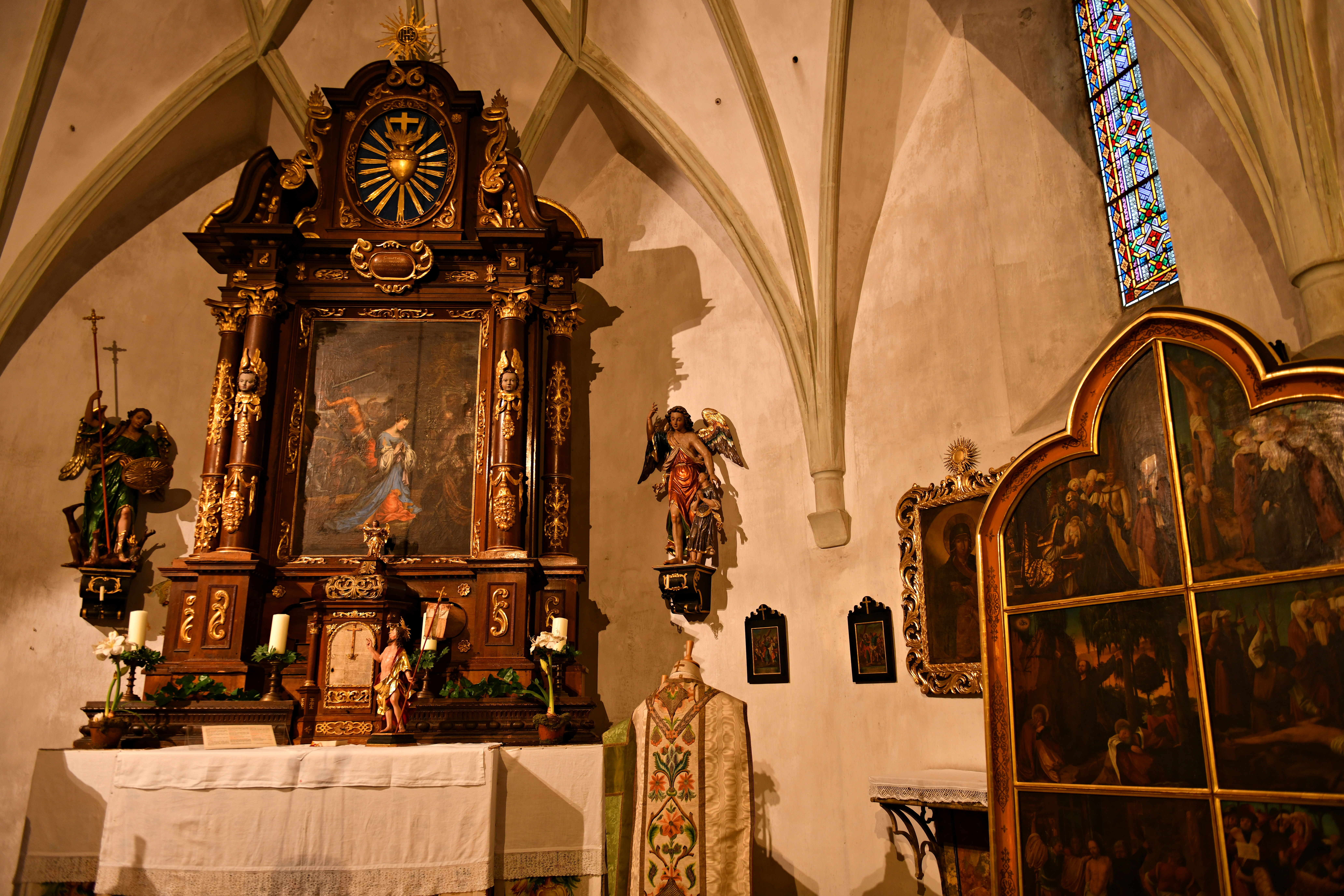
Kapelle mit Altar
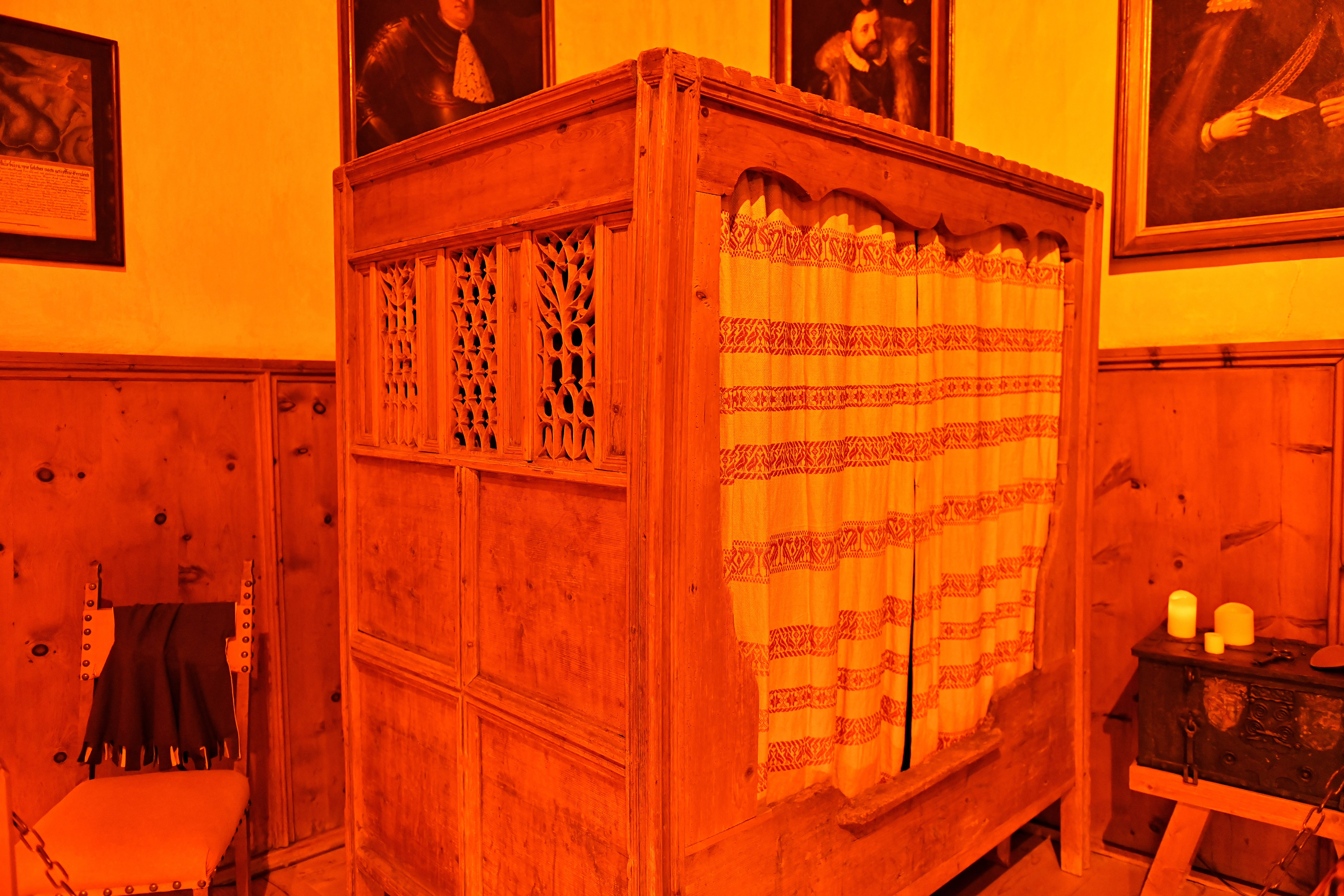
Kastenbett
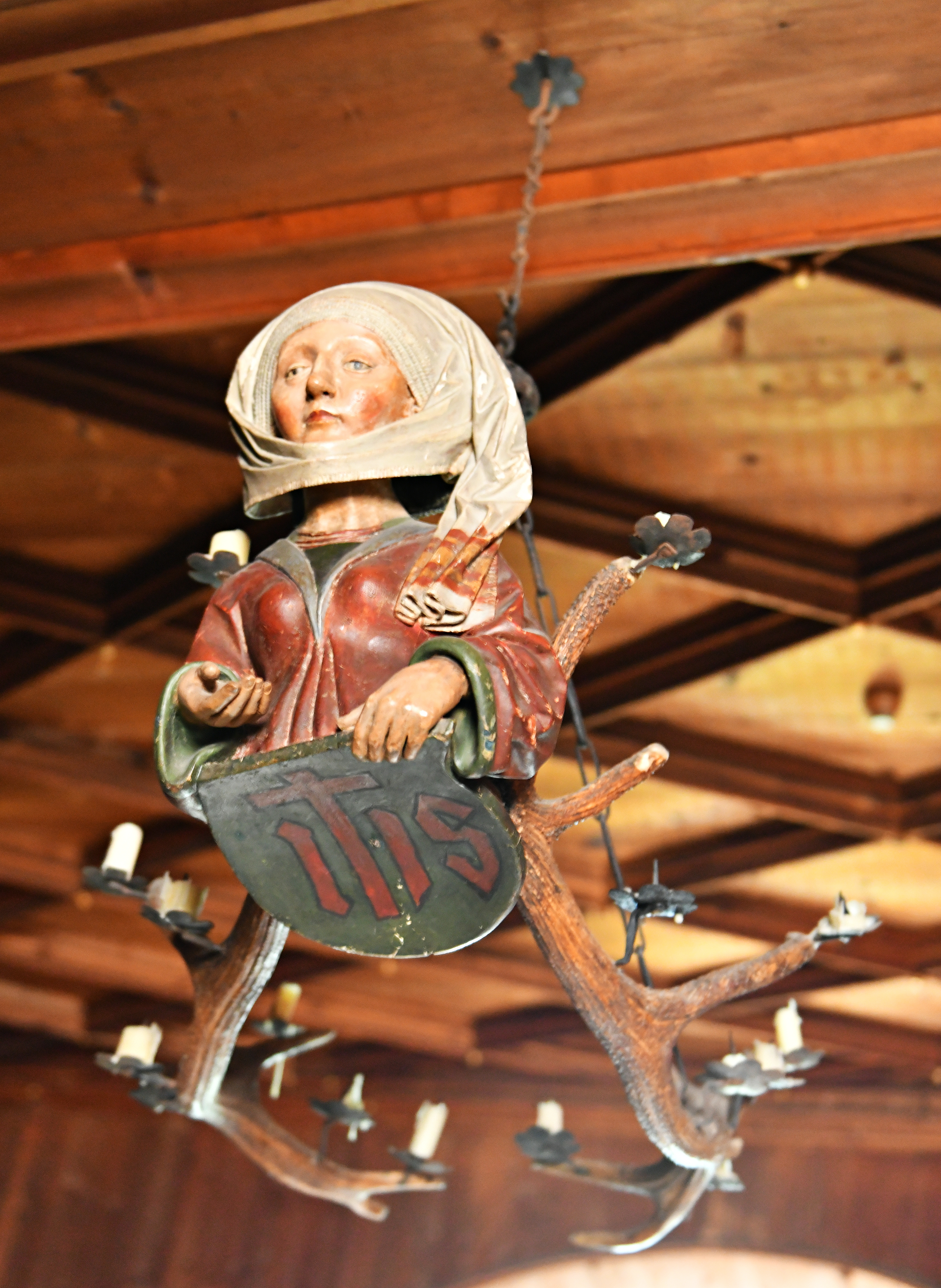
Lüster mit Nixe

## Tourismus / Zugang
Teile des Schlosses – Innenhof und die Räumlichkeiten des 1. Stockes – sind jährlich von Ende März bis Anfang November im Rahmen von Führungen zu besichtigen.
Zur touristischen Infrastruktur gehören ein Shuttle-Transfer mit einem Bummelzug von den Parkplätzen am Fluss, ein Souvenirshop, Gastronomie sowie Kinder-Erlebnisprogramme. Der Aufstieg zu Fuß vom Parkplatz zum Schloss ist etwa einen Kilometer lang und dauert ca. 15 Minuten.

## Umgebung
Der bewaldete Felsrücken liegt an den Abhängen des Karwendelgebirges.
Wanderwege führen in zwei Stunden zur Abtei St. Georgenberg-Fiecht sowie zur Wolfsklamm. Ein Teil der Umgebung gehört zum geschützten Alpenpark Karwendel.